# Kalev (azienda)
La società per azioni AS Kalev (dal 2006 Kalev Chocolate Factory AS) è il più grande produttore estone di prodotti dolciari.

## Origini[1]
Alle origini della Kalev si annovera il negozio di pasticceria che fu fondato nel centro di Tallinn nell'agosto 1806, dal pasticciere svizzero Lorenz Caviezel.
Nel 1864, dopo che l'attività era cambiata di mano innumerevoli volte, divenne proprietario della società l'estone di origini tedesche Georg Stude Johann Narva. Narva investì molto nella società e comprò la casa adiacente al negozio per ampliare il laboratorio. Ancora oggi l'edificio ospita un caffè pasticceria, il Café Maiasmokk.
Le tipiche figure di marzapane e gli altri prodotti di cioccolato artigianali ben presto divennero note anche oltre i confini dell'Estonia. Ai primi del 1900 anche lo zar russo apparteneva ai clienti abituali.
Poco dopo aver ottenuto l'indipendenza del paese nel 1921, i fratelli Karl e Kolla Wellner fondarono nel centro storico di Tallinn l'azienda dolciaria Kawe. Ben presto la Kawe divenne la più grande produttrice di cioccolato in Estonia. Nel periodo tra le due guerre mondiali la Kawe esportò gran parte della sua produzione nel Regno Unito e in Francia, ma anche negli Stati Uniti, in Nord Africa, in India e in Cina.
Inoltre, sempre nel periodo precedente la seconda guerra mondiale, nacquero altre tre grandi aziende dolciarie estoni, la Ginovker, fondata nel 1906, la Brandmann, fondata nel 1901 e la Klausson, fondata nel 1920 nonché numerosi piccoli laboratori tra cui la Riola, la Endla e la Eelis conosciuta anche come Efekt.

## Durante l'occupazione sovietica
Con l'occupazione sovietica dell'Estonia nel 1940, tutte le imprese furono nazionalizzate.
Il 1º aprile 1948 con la fusione della Kawe con il laboratorio del Café Maiasmokk e con tutte le altre fabbriche di cioccolato esistenti nacque la società Kalev.
Il precedente nome Kawe fu respinto per motivi ideologici, perché ricordava l'azienda originale e così fu scelto il nome Kalev, il mitico re dell'Estonia prima della cristianizzazione del paese.
Durante l'epoca socialista la Kalev fu considerata una società modello con elevati standard qualitativi.
Nel 1957 fu fondata la Uus Kalev ("Nuova Kalev") nei pressi di Tallinn con un moderno stabilimento produttivo.
Nel 1962 la Kalev e la Uus Kalev si fusero.
Per decenni l'azienda ha rifornito l'Estonia e l'intera Unione Sovietica con dolciumi di ogni tipo riuscendo anche a farsi conoscere all'estero.

## La Kalev oggi
Dopo l'indipendenza estone e il ritorno all'economia di mercato nel 1991 si procedette alla privatizzazione della Kalev tra il 1995 al 1996, con la quotazione della AS Kalev alla Borsa di Tallinn.
Da allora il capitale si trova in gran parte in mani estoni.
Nel 2000 è stato inaugurato il Kalev Chocolate Museum.
Dal 2003 la fabbrica di cioccolato Kalev si trova alla periferia di Tallinn in un nuovo, moderno complesso nella cittadina di Rae (Contea di Harju).
Oggi la AS Kalev è la più grande azienda dolciaria in Estonia, che gestisce anche dodici tra caffè e pasticcerie.
Inoltre, con il nome di Kalev AS Vilma produce anche prodotti da forno.
I mercati principali sono, oltre alla Scandinavia, i Paesi Baltici e la Russia.
La società impiega attualmente circa 770 dipendenti.
Dal 2004, la società è sponsor della squadra estone Kalev Chocolate Team di ciclismo.